# 侯恂
侯恂（1590年—1659年），字大真，號若谷。河南商丘縣（今商丘市睢陽區）人。明末政治人物。

## 生平
先世為開封人。明萬曆四十三年（1615年）乙卯科舉人，四十四年（1616年）丙辰科進士，三甲第31名。天啟時，授山西道御史，因魏忠賢專權罷歸。崇祯元年（1628年）任河南道御史，次年轉太仆少卿。任戶部尚書，因得罪首輔溫體仁而下獄。崇祯九年（1636年）李自成攻陷開封，以按兵不救之罪入狱。十五年（1642年）三月，李自成軍在河南東部連克十餘城，四月二十四日起第三次圍攻開封。明廷起用侯恂为兵部侍郎，负责山东、河南、湖北军务，侯恂發帑五十萬犒賞左良玉，陕西总督孙传庭增援河南，左良玉與李自成會戰於朱仙鎮，李自成部於戰前挖堀戰壕，左良玉大敗，退至襄陽，史稱“朱仙镇之战”；九月十五日黄河决口，十六日洪水入城，第三次开封之战结束。明亡後，归家隐居。

## 家族
曾祖父侯進，字子登，號梅洲，務农。曾祖母王氏。
伯祖父侯瑀，字君佩，號继洲。在弟弟侯璣亡故后收养侄子侯執蒲。
祖父侯璣（?年-1576年）。祖母李氏。
堂伯父侯執躬，號澹軒。萬曆十六年（1588年）戊子科舉人，萬曆十七年（1589年）己丑科進士。 曾任湖广荆南道副使，四川布政使，官至光禄寺正卿。
父親侯執蒲（1569年-1641年），字以康，號碧塘。萬曆十六年（1588年）戊子科舉人，萬曆二十六年（1598年）戊戌科進士。曾任甯津縣令，监察御史，官至太常寺卿。母親田氏。
大弟侯恪（1592年-1634年），字若木、若樸，號木庵、遂園。萬曆四十三年（1615年）乙卯科舉人，四十七年（1619年）己未科進士，二甲第47名。官至南京國子监祭酒。著有《遂園詩集》二十卷。二弟侯汴，初名侯勰，字辅之。三弟侯恕（字推之，廪生），亡于崇禎十五年（1642年）兵亂。四弟侯虑（字安之，庠生），亦亡于崇禎十五年（1642年）兵亂。
長子侯方來、次子侯方夏（字赤杜）、三子侯方域、四子侯方任、五子侯方策，均先亡。侄侯方镇（字長華，號曼翁）、侯方嶽（字仲衡）、侯方岩（字叔岱）、侯方聞、侯方隆、侯方新等。